# Дутијева златна кртица
Дутијева златна кртица (лат. Chlorotalpa duthieae) ситни је сисар из реда Afrosoricida и фамилије Chrysochloridae. Ендемит је Јужноафричке Републике.

## Угроженост
Ова врста се сматра рањивом у погледу угрожености врсте од изумирања.

## Станиште
Станишта дутијеве златне кртице су шуме и речни екосистеми. 